# Diodontus
Diodontus ist eine Gattung der Grabwespen (Spheciformes) aus der Familie Crabronidae. Es sind weltweit 76 Arten bekannt, von denen rund die Hälfte in der Paläarktis verbreitet sind. In Europa sind 14 Arten verbreitet, sechs kommen auch in Mitteleuropa vor.

## Merkmale
Die verhältnismäßig kleinen Grabwespen sind schwarz und ähneln denen der Gattung Passaloecus. Anders als diese haben sie jedoch zwei Mandibelzähne und ein ausgerandetes Labrum. Die Pleuren des Mesonotums sind je nach Art deutlich oder schwach netzartig strukturiert. Die Schienen (Tibien) der Hinterbeine tragen an der Außenseite kurze Dornen. Wie auch bei der Gattung Pemphredon haben die Weibchen eine gut entwickelte Pygidialplatte, die jedoch bei der Gattung Diodontus nicht eng, sondern breit und dreieckig geformt ist.

## Lebensweise
Die Weibchen legen ihre Nester im sandigen oder lehmigem Erdboden auf horizontalen, wie vertikalen Flächen an. Die Zellen werden mit Röhrenblattläusen (Aphididae) verproviantiert, die im Flug mit den Mandibeln gepackt werden. Während der Jagd verschließt das Weibchen das Nest nicht; wird die Beute in das Nest getragen, wird es jedoch von innen verschlossen.
Parasiten der Gattung Diodontus gibt es unter den Goldwespen, beispielsweise parasitiert in Nordamerika Omalus cressoni in den Nestern von Diodontus occidentalis und Omalus intermedius in denen von Diodontus virginianus. Weitere Parasitoiden von Diodontus occidentalis sind die Ameisenwespen Morsyma ashmeadii und Smicromutilla powelli.

## Taxonomie
Durch eine Verwechslung der Typusexemplare wurden bis 1968 in den USA die Diodontus-Arten zur Gattung Xylocelia gestellt. Nach einer Entscheidung der ICZN wurde Diodontus tristis als Typusexemplar für die Gattung designiert.

## Arten (Europa)
- Diodontus bejarensis Gayubo 1982
- Diodontus brevilabris Beaumont 1967
- Diodontus crassicornis Gribodo 1894
- Diodontus freyi Bischoff 1937
- Diodontus handlirschi Kohl 1888
- Diodontus hyalipennis Kohl 1892
- Diodontus insidiosus Spooner 1938
- Diodontus luperus Shuckard 1837
- Diodontus major Kohl 1901
- Diodontus medius Dahlbom 1844
- Diodontus minutus (Fabricius 1793)
- Diodontus oraniensis (Lepeletier 1845)
- Diodontus tristis (Vander Linden 1829)
- Diodontus wahisi Leclercq 1974

## Belege